# یوزف آرنت
یوزف آرنت (انگلیسی: Josef Arneth; ۱۳ اکتبر ۱۸۷۳ – ۱ ژانویهٔ ۱۹۵۵) پزشک، استاد دانشگاه و هماتولوژیست اهل آلمان بود که بابت شمارش آرنت شهرت دارد.
او پزشکی را در دانشگاه لودویگ ماکسیمیلیان مونیخ، دانشگاه هایدلبرگ و دانشگاه وورتسبورگ فرا گرفت و مجوز طبابش را در سال ۱۸۹۷ دریافت کرد. پس از آن در وورتسبورگ کار کرد و سپس در سال ۱۹۰۷ به عنوان استاد پزشکی در مونستر مشغول به کار شد، سِـمَـتی که تا سال ۱۹۴۴ آن را به‌عهده داشت. او یک پژوهشگر فعال در حوزهٔ خون‌شناسی بود و کتاب‌های مختلفی در زمینهٔ بیماری‌های ریوی و خون منتشر کرد.